# Eulogio Vila Montaño
Eulogio Vila Montaño fue un político peruano. Fue Alcalde provincial de La Mar entre 1999 y 2010 y consejero del Gobierno Regional de Ayacucho entre 2015 y 2018.
Nació en San Miguel, provincia de La Mar, departamento de Ayacucho, Perú el 3 de julio de 1956. Cursó sus estudios primarios y secundarios en su localidad natal.
Participó en las elecciones municipales de 1995 como candidato de la Lista Independiente N° 7 Somos La Mar a la alcaldía de la provincia de La Mar sin obtener la elección y quedando en el tercer lugar con el 19.723% de los votos. En las elecciones de 1998 se lanzó nuevamente como candidato del movimiento fujimorista Vamos Vecino siendo elegido alcalde con el 30.81% de los votos. Fue reelegido en las elecciones del 2002 y del 2006 sumando 12 años frente de ese gobierno municipal constituyéndose como el alcalde de esa provincia que más tiempo estuvo ocupando ese cargo. En las elecciones del 2010 no logró la reelección quedando en segundo lugar. Participó en las elecciones regionales del 2014 como candidato a consejero regional por la provincia de La Mar resultando electo.
El 19 de enero del 2015 fue condenado por el Juzgado Mixto del distrito de Chungui, provincia de La Mar, por el delitos de usurpación de funciones. Esta sentencia fue confirmada por la Sala Mixta Descentralizada Permanente de Pichari-Vraem mediante resolución del 19 de agosto del 2015. Debido a ello, el Consejo Regional de Ayacucho lo suspendió de su cargo mediante acuerdo de consejo N° 113-2015 del 16 de octubre del 2015, decisión que fue confirmada por el Jurado Nacional de Elecciones.
Falleció el 24 de diciembre del 2016 en la ciudad de Lima de un paro cardiaco y fue enterrado en el cementerio de su localidad natal de San Miguel.